# پینارلی (هوپا)
پینارلی (به لاتین: Pınarlı) یک منطقهٔ مسکونی در ترکیه است که در هوپا واقع شده‌است. پینارلی ۱۶۰ نفر جمعیت دارد.